# Кацав, Моше
Моше́ Каца́в (ивр. משה קצב‎, перс. موسى قصاب‎; род. 5 декабря 1945, Йезд, Шаханшахское Государство Иран) — израильский государственный деятель, восьмой президент Израиля. Осуждён в 2010 году на семь лет тюремного заключения по нескольким статьям, включая изнасилование и воспрепятствование осуществлению правосудия.

## Биография
Моше Кацав родился в Йезде. Семья переехала в Тегеран, когда он был младенцем.
В августе 1951 года вся семья эмигрировала в Израиль. Вначале семью поселили в палаточном лагере «Шаар Ха-Алия» около Хайфы, затем Кацавы переехали в палаточный лагерь на перекрёстке Кастина, где впоследствии вырос город Кирьят-Малахи. Среднее образование Моше Кацав получал в молодёжной деревне Бен-Шемен и в школе «Бэер Товия». Военную службу проходил в войсках связи, где дослужился до капрала.
После окончания службы в Армии обороны Израиля Моше Кацав работал служащим в банке Апоалим, затем в НИИ сельского хозяйства. Также был корреспондентом газеты «Едиот Ахоронот» в 1966—1968 годах и возглавлял организацию «Цаирей Бней Брит», где познакомился со своей будущей женой Гилой Парадни.
В 1969 году начал учёбу в Еврейском университете в Иерусалиме на факультетах истории и экономики. Возглавлял студенческую ячейку правой организации «Гахал».
В том же 1969 году, в 24 года Моше Кацав стал самым молодым мэром в истории Израиля, возглавив муниципалитет Кирьят-Малахи. Однако, спустя несколько месяцев, Кацав покинул этот пост. Позже он возглавлял этот муниципалитет в 1974—1981 годах.
Моше Кацав участвовал в Шестидневной войне.

### Работа в кнессете и правительстве
- 1977—1981 гг. — избран в кнессет от партии «Ликуд».
- 1978—1979 гг. лично организовал репатриацию иранских евреев в Израиль.
- 1981—1984 гг. — министр строительства в правительствах Менахема Бегина и Ицхака Шамира.
- 1984—1988 гг. — министр труда в правительстве национального единства.
- 1988—1992 гг. — министр транспорта в правительстве Ицхака Шамира.
- 1992—1996 гг. — руководитель оппозиционного блока Ликуд в парламенте.

В 1993 году претендовал на пост лидера партии Ликуд, но на общепартийных выборах потерпел поражение, набрав лишь 6,5 процентов голосов.
- 1996—1999 гг. — заместитель премьер-министра и министр туризма в правительстве Биньямина Нетаньяху.

В 2000 году был выдвинут от партии «Ликуд» кандидатом на пост президента Израиля.
В 2000—2007 годах был президентом Израиля, выиграв выборы у Шимона Переса (получил 52,5% голосов).
Стал первым кандидатом правых сил, избранным на пост президента, а также первым президентом, избранным на семилетний срок и не имевшим права переизбрания — до этого президенты избирались на пять лет и имели право один раз переизбраться.

### Сексуальный скандал
В июле 2006 года одна из бывших сотрудниц канцелярии президента Израиля выдвинула в адрес Кацава обвинение в якобы имевшихся в прошлом сексуальных домогательствах. Кацав в качестве ответной меры подал встречный иск, обвинив женщину в клевете. Вместе с тем, согласно сообщениям СМИ Израиля, правоохранительные органы страны имеют в своём распоряжении заявления ещё нескольких женщин, некогда работавших с Кацавом и также обвиняющих президента в преследованиях на сексуальной почве. Все обвинения, по некоторым данным, относятся к периоду работы Кацава в правительстве Нетаньяху.
Помимо этого, израильская полиция располагает также некоторой информацией, позволяющей обвинить Кацава в нарушении закона, касающегося запрета на прослушивание телефонных переговоров, а также мошенничестве и превышении полномочий в том, что относится к вопросам помилования осуждённых судебными органами страны.
Кацав, занимая пост президента, обладал неприкосновенностью, однако, в случае вынесения ему со стороны кнессета импичмента, мог бы предстать перед судебной властью в качестве ответчика по инкриминируемым ему нарушениям закона. Случай с Кацавом является первым в истории Израиля чрезвычайным происшествием с участием главы государства, когда полиция рекомендовала предать действующего президента суду. Перед генеральным прокурором страны стоял вопрос о том, предъявлять ли эти обвинения. Юридический советник правительства на заседании комиссии 25 января 2007 года приостановил полномочия президента. 28 июня 2007 года юридический советник правительства Мени Мазуз объявил о достижении сделки с обвинением. Моше Кацав признал обвинения в сексуальных домогательствах и в превышении своих полномочий, обвинения в попытке изнасилования были сняты. 29 июня 2007 года Кацав официально объявил о своей отставке. К этому времени уже был избран его преемник — Шимон Перес, который вступил в должность 15 июля (до этого обязанности президента исполняла Председатель Кнессета Далия Ицик, а во время её поездки за границу — Маджали Ваххаби). Кацав отказался от сделки с обвинением в день начала суда над ним, 8 апреля 2008 года, и заявил о намерении доказать свою невиновность.
8 марта 2009 года юридический советник правительства Мени Мазуз объявил о намерении предъявить обвинение, по которому наказание может составить 16 лет лишения свободы, несмотря на сообщение о недостаточности имеющихся доказательств, сделанное за полтора года до этого при тех же материалах дела.
30 декабря 2010 года окружной суд Тель-Авива признал Моше Кацава виновным в двух случаях изнасилования и одном случае развратных действий, совершённых с применением силы.
В марте 2011 года Кацав был приговорён к семи годам тюремного заключения, а также к двум годам лишения свободы условно. Кроме того, суд обязал его выплатить компенсации двум пострадавшим истцам в размере 125 000 шекелей.
10 ноября 2011 года Верховный суд Израиля в Иерусалиме отклонил апелляцию Кацава и оставил приговор тель-авивского окружного суда в силе. Осуждённый получил отсрочку исполнения наказания до 7 декабря 2011 года, когда он самостоятельно прибыл в тюрьму «Маасиягу» в Рамле.
По сообщению журналистов, перед отбытием наказания Кацав был «расстроенный и злой», а также жаловался на преследование со стороны истеблишмента.

## В тюрьме
Было решено, что Кацав будет отбывать наказание в религиозной секции тюрьмы «Маасиягу». Заключённые в этой секции встают в 4:45 для молитвы и проводят большую часть дня в молитвах и изучении Торы. В 22:00 двери камер запираются. Телевизоров в этом блоке нет. Его соседом по камере должен был стать Шломо Бенизри, бывший министр (здравоохранения, затем труда и социального благостояния) из партии ШАС, отбывающий наказание за коррупцию.
Долгое время Моше Кацав отказывался откликаться на присвоенный ему личный номер 1418989, надевать тюремную робу и совершать покупки в тюремном ларьке.
20 мая 2012 года Кацаву предоставили 7-часовой отпуск, чтобы он мог присутствовать на свадьбе сына Ноама. Он, в свою очередь, согласился носить тюремную одежду.
В 2015 году Кацав получил 72-часовой отпуск в связи с праздником Песах.
В апреле 2016 года комиссия решала, следует ли сократить Моше Кацаву наказание на треть и выпустить его из тюрьмы в конце апреля. Кацав не признал своей вины и не раскаялся в содеянном. Комиссия отклонила прошение Кацава, указав, что он «считает себя жертвой, продолжает вести себя крайне агрессивно и целиком поглощён тем, какую цену он заплатил за случившееся», «обвиняет в своём положении всех, кроме себя, и не выражает никакого сочувствия по отношению к потерпевшим», «продолжает отрицать факт совершения им преступлений, а занят исключительно попыткой доказать свою невиновность».
В том же месяце Кацав снова получил отпуск в связи с праздником Песах.
В июле 2016 года сообщалось, что управление по перевоспитанию заключённых, ранее возражавшее против досрочного освобождения Кацава, изменило мнение на противоположное. Тем не менее Кацав остался в тюрьме. В октябре 2016 он получил отпуск в связи с праздником Рош-Ха-Шана.
4 августа 2016 комиссия службы по охране тюрем вторично отклонила просьбу бывшего президента Моше Кацава об условно-досрочном освобождении.
3 октября 2016 года Моше Кацав в третий раз подал просьбу о досрочном освобождении, которая была удовлетворена 18 декабря. Комиссия пришла к выводу, что за пять лет, проведённых в тюрьме, Моше Кацав осознал тяжесть совершённых преступлений и раскаивается в содеянном. Чтобы получить разрешение на досрочное освобождение, Моше Кацав был вынужден обязаться участвовать в еженедельных сеансах групповой терапии, а также — ходить раз в неделю на сеансы психосоциального лечения. В будущем он не сможет занимать ответственные должности, предполагающие, что в его подчинении будут женщины.
21 декабря 2016 года после официального сообщения прокуратуры об отказе оспаривать вердикт комиссии Управления тюрем об условно-досрочном освобождении Моше Кацав вышел из тюрьмы.

## Инцидент с Владимиром Путиным
19 октября 2006 года президент России Владимир Путин сказал израильскому премьеру Ольмерту: «Привет передайте своему президенту! Оказался очень мощный мужик! Десять женщин изнасиловал! Я никогда не ожидал от него! Он нас всех удивил! Мы все ему завидуем!» Ольмерт ответил: «Сейчас ему не позавидуешь».
Путин не отрицал своих слов, сказав позже: «С чем это связано? Это связано, на мой взгляд, и многие эксперты со мной согласятся, с тем, что значительная часть израильского общества не удовлетворена действиями своего руководства в ливанском конфликте. Многие рассматривают происшедшие события как поражение. И сразу начались атаки и на президента, и на премьер-министра, и на начальника генерального штаба».
По мнению Путина, речь тут идёт об использовании темы защиты прав женщин в политических целях. «На мой взгляд, использовать такие инструменты, как защита прав женщин, для решения политических вопросов, не имеющих к этому никакого отношения, абсолютно недопустимо. Потому что это само по себе дискредитирует важную задачу борьбы за права женщин».

## Персидский язык
Моше Кацав с детства владеет персидским, на котором его родители продолжали общаться и после переезда в Израиль. В интервью одному из западных телеканалов однажды признался, что предпочитает говорить с матерью на персидском, если в доме рядом с ними больше никого нет. Журналисты зафиксировали, что в 2005 году на похоронах Иоанна Павла II Кацав обменялся несколькими фразами при случайной встрече с иранским президентом М. Хатами, позднее Хатами отрицал этот разговор.

## Семья
Женат с 1969 года на Гиле Кацав, которая родилась в 1948 году в Тель-Авиве в семье гурских хасидов Бен-Циона и Рэйчел Пардани. Гила Кацав работала 30 лет в Банке Леуми. Во время расследования и судебного разбирательства, в ходе которого Кацав был признан виновным в преступлениях на сексуальной почве, Гила поддерживала его и выражала ему полное доверие, хотя и избегала контактов со средствами массовой информации.
Семья постоянно проживает в Кирьят-Малахи. У них четыре сына и дочь.
Сын Кацава, Ноам Кацав, стал известен как молодой писатель после публикации в 2005 году его романа «Последние дни наивности» (ивр. ימים אחרונים של תמימות‎). Книга посвящена взрослению ученика ешивы и отходу от религии. Ноам Кацав работал редактором газеты «Маарив», но уволился после того, как стало известно, что его отец подозревается в сексуальных преступлениях.
Младший брат Кацава, Лиор Кацав, был избран мэром Кирьят-Малахи в 1998 году и прослужил пять лет. Он также поддержал Моше Кацава, когда его обвинили в сексуальных преступлениях.